# Тобоев, Таймураз Муратович
Таймураз Муратович Тобоев (9 марта 1995) — российский футболист, нападающий, полузащитник.
Воспитанник казанского «Рубина», в 2012 году провёл три матча за любительскую команду клуба. Летом 2012 перешёл в клуб премьер-лиги владикавказскую «Аланию», сыграл 16 матчей, забил два гола в молодёжном первенстве. Сезон 2013/14 провёл в клубе ФНЛ «СКА-Энергия» Хабаровск, сыграл 8 матчей. Следующий сезон отыграл в любительском клубе «Квазар» Москва, откуда летом 2015 вместе с группой игроков перешёл в армянскую «Мику», в составе которой провёл 14 матчей, забил три гола в чемпионате. В начале 2016 года перешёл в клуб чемпионата Грузии «Гурия» Ланчхути, сыграл три матча, но получил травму. Сезон 2017/18 провёл в клубе ПФЛ «Арарат» Москва. Перед сезоном 2018/19 перешёл в клуб ПФЛ «Спартак» Владикавказ.